# Павловка (Куюргазинский район)
Павловка (баш. Павловка) — деревня в Куюргазинском районе Республики Башкортостан Российской Федерации. Входит в состав Кривле-Илюшкинского сельсовета.

## География

### Географическое положение
Расстояние до:
- районного центра (Ермолаево): 28 км,
- центра сельсовета (Кривле-Илюшкино): 5 км,
- ближайшей ж/д станции (Ермолаево): 28 км.

## Население
| 2002 | 2009 | 2010 |
| ---- | ---- | ---- |
| 233  | ↗253 | ↘235 |

Национальный состав
Согласно переписи 2002 года, преобладающая национальность — чуваши (89 %).